# Топольное (озеро)
Топольное — озеро в Алтайском крае России (на стыке Бурлинского и Хабарского районов).
Котловина озера расположена в долине реки Бурла, южнее села Топольное, северо-восточнее озера Большого Топольного. Площадь зеркала 13,6 км², площадь водосборного бассейна 5790 км². Берега пологие, местами заросли камышом. Через озеро протекает река Бурла. Лежит на высоте 115 метров над уровнем моря.
Сток из озера зарегулирован плотиной.
В озере разводят рыбу: карась, окунь, щука, чебак, сазан.